# Жугастру (Мехединци)
Жугастру (рум. Jugastru) насеље је у Румунији у округу Мехединци у општини Бутојешти. Oпштина се налази на надморској висини од 111 m.

## Становништво
Према подацима из 2002. године у насељу је живело 351 становника, од којих су сви румунске националности.